# أتينا
أتينا، هي بلدة ومدينة في مقاطعة فروزينوني، منطقة لاتسيو وسط إيطاليا. يعتمد اقتصادها في الغالب على الزراعة.

## التاريخ
كانت أتينا مدينة من السامنيين، وغزاها فيما بعد رومية.

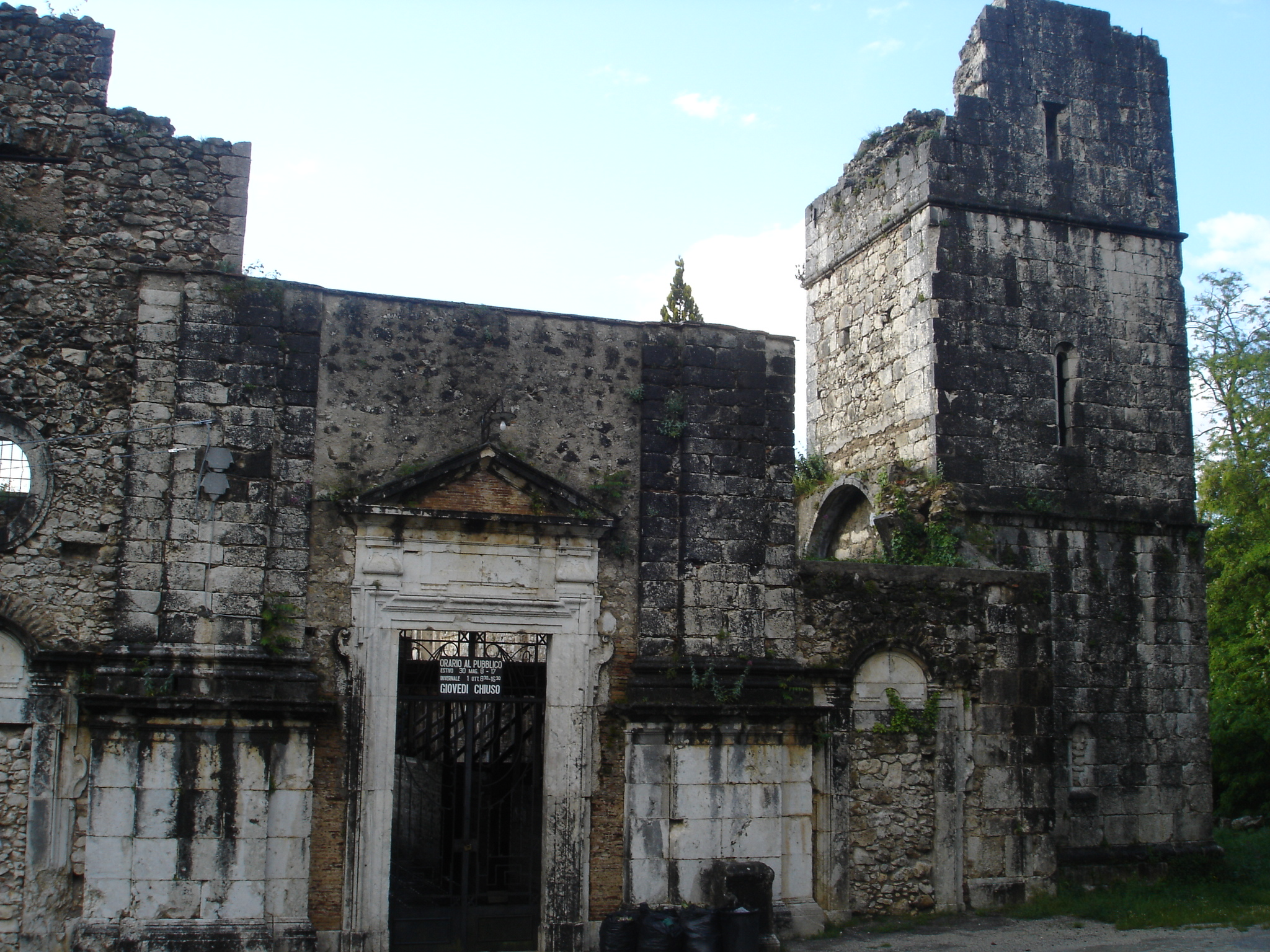
كنيسة سان ماركو ذات الآثار الرومانية الملحقة

تحدث شيشرون عنها باعتبارها مدينة ريفية مزدهرة، التي لم تقع بعد في أيدي كبار الملاك وتظهر النقوش في العصر الإمبراطوري على أنها كانت لا تزال مزدهرة.
بعد سقوط الإمبراطورية الرومانية الغربية، غزاها اللومبارديون، وأصبحت جزءًا من دوقية بينيفينتو في عام 702. حكمها أمراء كابوا لاحقا، وكونتات مارسي وأكينو، أيضا إلى في معظم أجزاء وادي كومينو التابع لمقاطعة ألفيتو (لاحقًا دوقية). ظلت جزءًا من مملكة نابولي حتى عام 1860.
كانت جزءًا من مقاطعة تيرا دي لافورو، وتم تضمينها في مقاطعة فروزينوني في عام 1929.

## المعالم السياحية الرئيسية
تشمل المعالم السياحية:

- قصر دوكال أو قصر دوكال: بُني على الطراز القوطي عام 1349 من قبل النبيل النبيل روستينو كانتيلمو. تحتوي الواجهة على ثلاث نوافذ مائلة وبوابة غائرة بنقوش رومانية قديمة. يحتوي «الطابق النبيل» على فسيفساء من القرن الثاني قبل الميلاد.
- كاتدرائية سانتا ماريا أسونتا: بنيت على الطراز الباروكي، وقد شيدت لأول مرة في القرن الحادي عشر على أنقاض معبد مخصص لزحل. يعود الطراز الباروكي الحالي إلى القرن الثامن عشر. يحتوي على صحن وممرين ولوحات جدارية للقديس يوحنا المعمدان وسانت توماس الأكويني والتجلي الذي رسمه تيودورو مانشيني (1796-1868).
- دير القديس فرنسيس (القرن السابع عشر): احتفظ به الرهبان الفرنسيسكان حتى عام 1865 عندما تم التخلي عنه. في عام 1871، أصبحت ملكية لبلدية أتينا.